# 米莱娜·拉伊切维奇
米莱娜·拉伊切维奇（1990年3月12日—），旧姓克内热维奇（Knežević），黑山女子手球运动员。她曾代表黑山参加2012年和2016年夏季奥林匹克运动会手球比赛，获得一枚银牌。